# 352

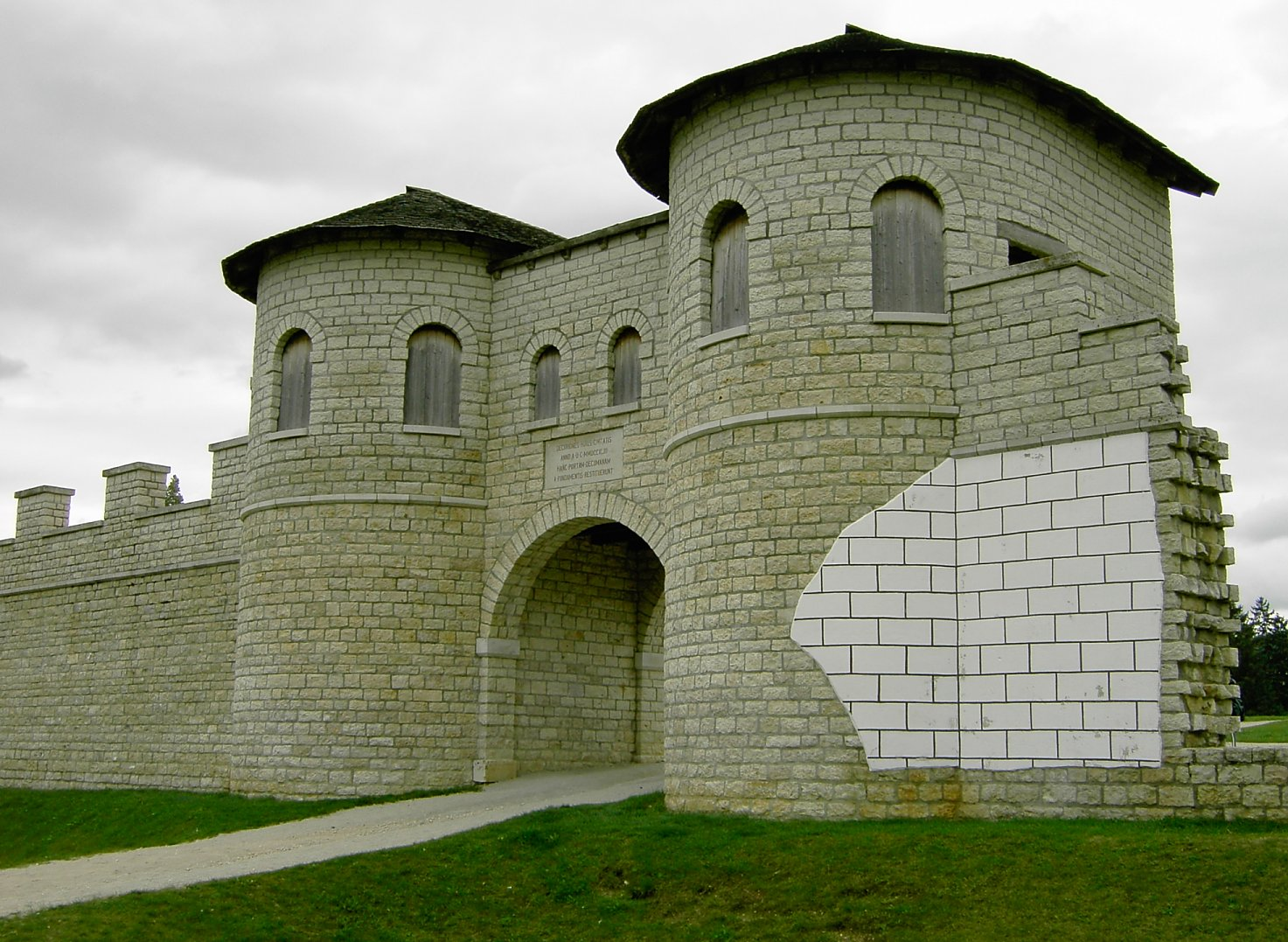
Reconstructie van een Romeins grensfort

Het jaar 352 is het 52e jaar in de 4e eeuw volgens de christelijke jaartelling.

## Gebeurtenissen

### Italië
- 17 mei - Paus Liberius (352 - 366) volgt Julius I op als de 36e paus van Rome. Tijdens zijn pontificaat steunt hij het arianisme en verwerpt de Geloofsbelijdenis van Athanasius.

### Europa
- De Alemannen en de Franken overrompelen de grensforten van het Romeinse leger. Ze plunderen 40 steden tussen de Moezel en de Rijn.

## Geboren
- Bibiana, Romeins heilige en martelares (overleden 363)

## Overleden
- 12 april - Julius I, paus van Rome
- 6 december - Nicolaas van Myra (Sinterklaas), bisschop en heilige (waarschijnlijke datum)